# Isatis funebris
Isatis funebris är en korsblommig växtart som beskrevs av Andrej Aleksandrovitj Fjodorov. Isatis funebris ingår i släktet vejdar, och familjen korsblommiga växter. Inga underarter finns listade i Catalogue of Life.